# جائزة أستراليا الكبرى 1974
جائزة أستراليا الكبرى 1974 هو سباق فورمولا 1 أقيم بتاريخ 17 نوفمبر 1974 في سيدني، نيوساوث ويلز.